# Jan Antoni Rogowicz
Jan Antoni Rogowicz (ur. 1881 w Warszawie, zm. 1945 w Sachsenhausen) – polski inżynier chemik, przemysłowiec i polityk okresu II Rzeczypospolitej, senator Bezpartyjnego Bloku Współpracy z Rządem II i III kadencji.

## Życiorys
Syn Jakuba Ignacego Rogowicza (1839–1896), warszawskiego lekarza ginekologa i Marii z Zawadzkich (1841–1939). Był bratem literata i tłumacza Wacława Rogowicza (1876–1960) oraz architekta ogrodnictwa Stefana Rogowicza (1891–1946). Miał także siostrę Jadwigę (1878–1971).
W 1905 uzyskał dyplom inżyniera chemika na Politechnice Warszawskiej. Prowadził także uzupełniające studia z dziedziny cukrownictwa na Uniwersytecie Berlińskim. Po powrocie do Polski kierował cukrownią na Kujawach. W 1909 wraz z inżynierami Orłowskim i Rożenem założył w Warszawie dom handlowy i biuro techniczne zajmujące się sprzedażą dostawą artykułów technicznych dla cukrowni, fabryk i dróg żelaznych. Od 1913 prowadził z Orłowskim sprzedającą materiały izolacyjne oraz produkty ze smoły i asfaltu firmę „Orłorog”. W latach dwudziestych i trzydziestych XX wieku pełnił funkcje wiceprezesa Towarzystwa Handlowo-Przemysłowego Mieczysław Zagajski S-ka Akc. w Warszawie i członka rady nadzorczej Zakładów Chemicznych S-ka Akc. w Grodzisku Mazowieckim.
W sierpniu 1914 należał do współzałożycieli konserwatywnego ugrupowania politycznego Grupa Pracy Narodowej i wszedł w skład jego Rady. W późniejszych latach należał do zarządu Zjednoczenia Partii Demokratycznych oraz był prezesem Rady Zjednoczenia Stanu Średniego. W okresie I wojny światowej był członkiem zarządu Komitetu Budowlanego Rady Głównej Opiekuńczej. Współpracował z redakcją Kuriera Polskiego. Od 1916 do 1928 sprawował mandat radnego miasta Warszawy. Do marca 1918 pełnił funkcję sekretarza Prezydium Rady Miejskiej, od maja 1927 do 2 lipca 1928 – wiceprzewodniczącego Rady Miejskiej. Był także wiceprzewodniczącym Komisji Finansowo-Budżetowej, Komisji Kontroli Funduszu Bezrobocia i miejskiej Rady Teatralnej.
Pełnił mandat senatora Bezpartyjnego Bloku Współpracy z Rządem II kadencji z listy państwowej. W 1928 r. został również wybrany do Sejmu z miasta stołecznego Warszawy (nie przyjął mandatu w związku z wyborem do Senatu). W Senacie III kadencji reprezentował Warszawę. Zasiadał w Komisjach: Gospodarstwa Społecznego (w II kadencji Senatu był jej przewodniczącym), Spraw Zagranicznych i Spraw Wojskowych (tylko w II kadencji). Był członkiem prezydium senackiego Klubu BBWR. Prezesował Towarzystwu Przyjaźni Polsko-Czeskiej, należał także do Rotary Clubu.
Podczas II wojny światowej był nadal dyrektorem Towarzystwa Handlowo-Przemysłowego „Orłorog”. Po powstaniu warszawskim został wywieziony do obozu koncentracyjnego w Sachsenhausen i zamordowany krótko przed jego wyzwoleniem.
Został symbolicznie upamiętniony na rodzinnym grobowcu na cmentarzu Powązkowskim w Warszawie (kwatera 71-5-1/2).

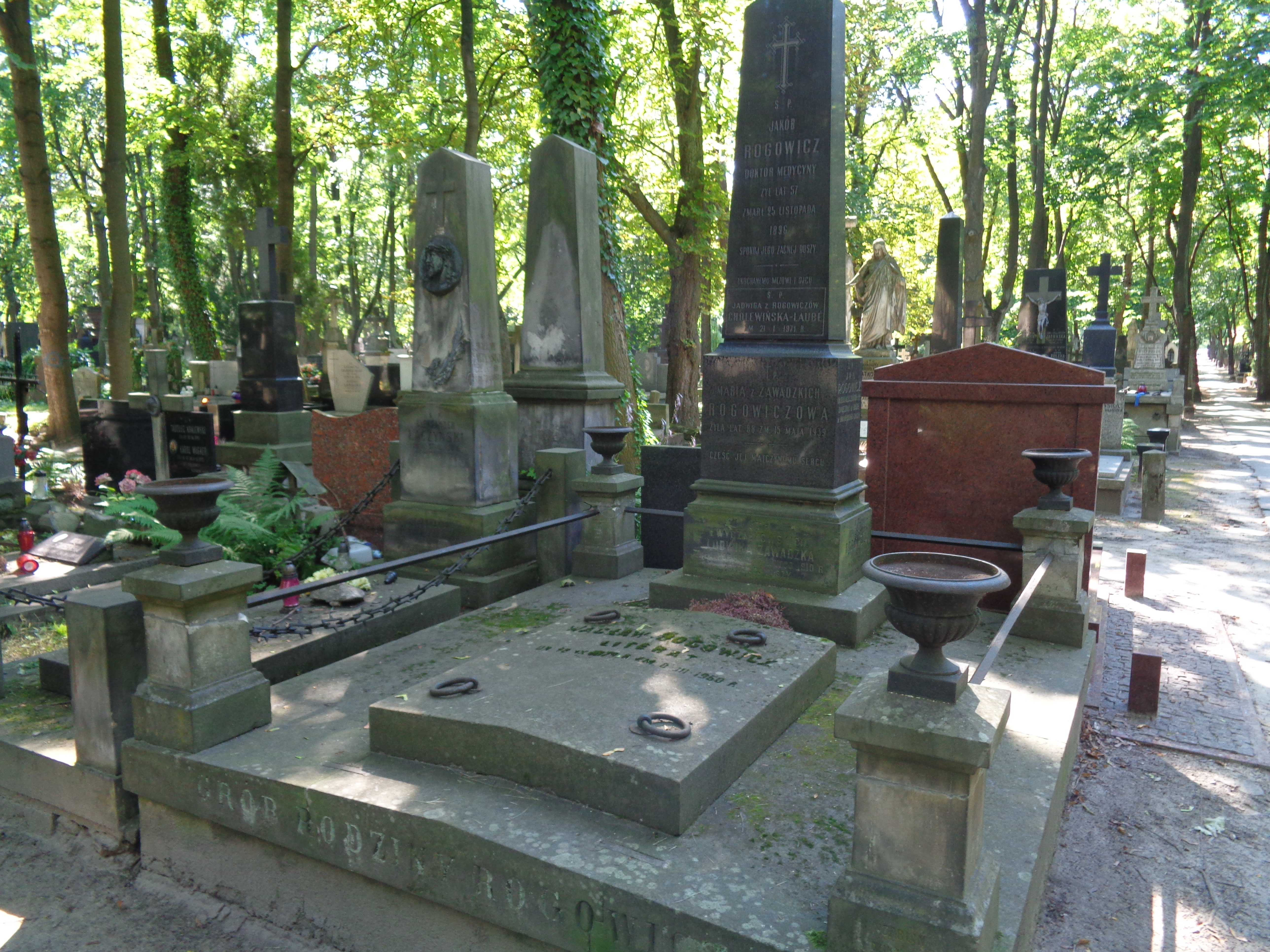
Grobowiec rodziny Rogowiczów na cmentarzu Powązkowskim, w przypadku Jana Antoniego grób symboliczny